# Сергеј Гоцманов
Сергеј Анатолијевич Гоцманов (рус. Серге́й Анато́льевич Го́цманов; 27. март 1959) бивши је совјетски и белоруски фудбалер.

## Биографија
За Динамо из Минска дебитовао 1979. године, где је био део тима који је 1982. године под тренером Едуардом Малофејевом освојио првенство Совјетског Савеза.
Дебитовао је за репрезентацију Совјетског Савеза против Финске 15. маја 1984. На Европском првенству 1988. у Западној Немачкој био је део репрезентације Совјетског Савеза где је наступио у две утакмице Групе Б против Ирске и Енглеске. Одиграо је 31 утакмицу за репрезентацију Совјетског Савеза и постигао 2 гола.
Након распада Совјетског Савеза, Гоцманов је почео да игра за Белорусију, постигавши први званични гол у историји белоруске репрезентације на свом првом наступу 28. октобра 1992. у ремију 1:1 са Украјином. Средином 1990-их отишао је у Сједињене Државе, где је играо за Минесота тандере.
Супруга Олга је тренер гимнастичарки белоруске репрезентације. Живи у Вудберију у Минесоти, ради као возач школског аутобуса. Његови синови, Александар и Андреј Гоцманов, такође су професионални фудбалери.

## Успеси

### Клуб
- Првенство СССР: 1982.
- Првенство Белорусије: 1993, 1994.
- Куп Белорусије: 1994.

### Репрезентација
СССР
- Сребрна медаља Европско првенство 1988. у Западној Немачкој